# Husbyån, Nyköpings kommun
Husbyån är en å i Södermanland. Den är fyra km lång och rinner västerut från Lidsjön till Långhalsen. Ån är Nyköpingsåns största biflöde och via Lidsjön, och uppströms Båven, avvattnar Husbyån många sjöar i centrala Sörmland.
Den forna kungsgården Husbygård ligger vid åns norra strand.